# Закичера
Закичера —  вулиця в Україні, у селі Комарники Самбірському районі Львівської області. Населення становить 138 осіб. Орган місцевого самоврядування - Боринська селищна рада.

## Географія
Через село тече річка Дживні.